# Жаден, Луи (художник)

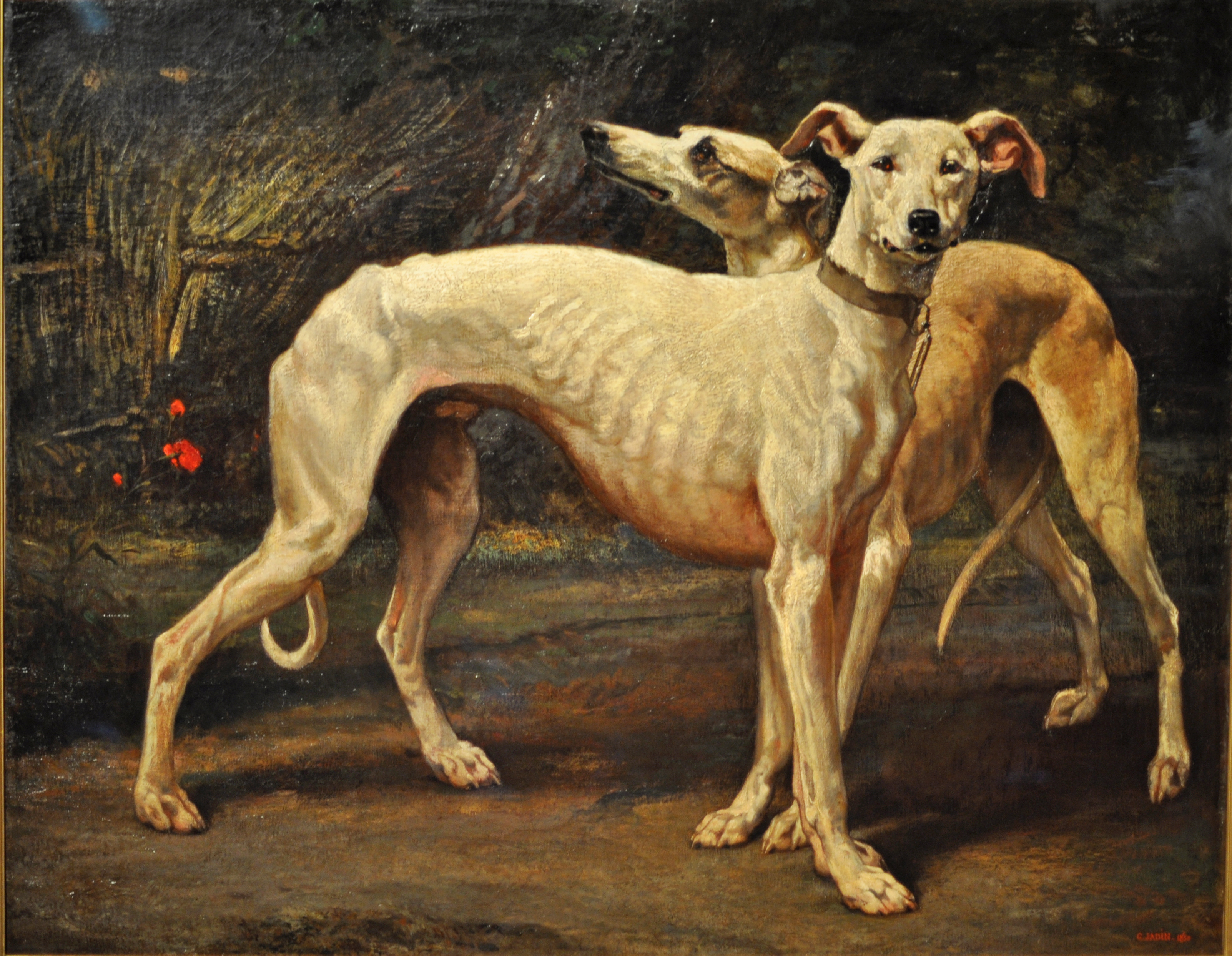
Два грейхаунда (английских борзых). Музей Виктории и Альберта

Луи Годфруа Жаден (30 июня 1805, Париж — 24 июня 1882, там же) — французский живописец и гравёр.

## Биография

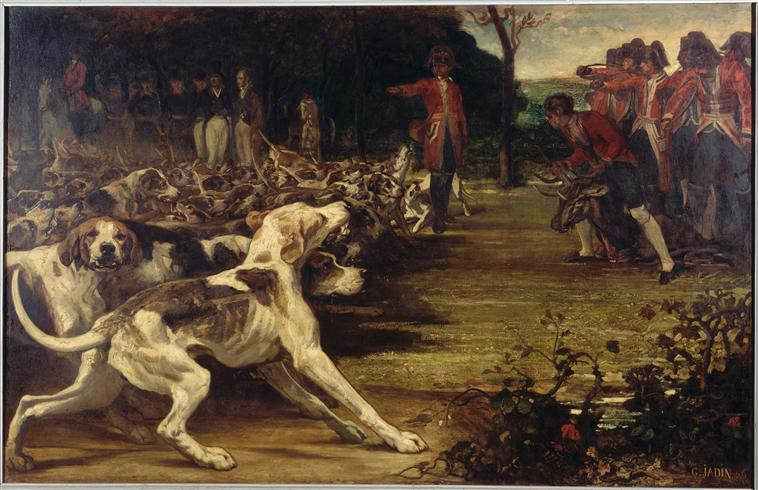
Охотничьи собаки

Родился в семье композитора Луи Эмманюэля Жадена.
Изучал живопись и гравюру в парижской школе изящных искусств под руководством Луи Эрсана, Абеля де Пюжоля, Александра-Габриэля Декана, позже Ричарда Паркса Бонингтона.
С 1831 года выставлялся в Салоне.
Был близким другом Александра Дюма (отца), которого сопровождал в нескольких поездках, в частности, в Неаполь в 1835 году и во Флоренцию в 1840 году. Дюма представил художника Фердинанду Филиппу, герцогу Орлеанскому, по просьбе которого Л. Жаден украсил столовую дворца Тюильри полотнами с охотничьими сценами.
Л. Жаден был награждён двумя медалями 3 класса (1834 и 1855), медалью 2 класса (1840) и медалью 1-го класса (1848).
В 1854 году стал кавалером ордена Почётного легиона.

## Творчество
Л. Жаден — художник-пейзажист, анималист. Известен благодаря многим картинам с изображением сцен охоты Наполеона III и собак известных персон периода Второй империи.
Также автор ряда гравюр.